# 16비트 응용 프로그램
16비트 응용 프로그램은 처음부터 16비트 인텔 8088과 인텔 80286 마이크로프로세서 환경의 MS-DOS, OS/2 1.x 또는 마이크로소프트 윈도우의 초기 버전용으로 작성된 소프트웨어를 말한다. 이러한 프로그램은 20 비트나 24비트 세그먼트(세그먼트 오프셋) 주소 표현방식을 사용하여, 16비트 주소로 지정가능한 것보다 더 넓은 메모리 범위를 주소지정할 수 있었다.(더 넓은 메모리에 접근할 수 있었다) {\displaystyle 2^{16}} 바이트(64 킬로바이트)보다 큰 프로그램은 64 킬로바이트 세그먼트를 전환하기 위해서 특별한 명령을 사용해야만 했고, 16비트 프로그램을 작성하는 것은 복잡해졌다.
컴퓨터 구조론에서, 16비트 인티저, 주소 공간, 또는 다른 데이터 단위는 최대 16비트 (2 옥텟) 크기인 것을 말한다. 또한 16비트 CPU와 ALU 구조는 16비트 크기의 레지스터, 어드레스 버스 또는 데이터 버스를 기반으로 하는 것을 말한다. 
16비트는 또한 16비트 프로세서가 표준인 컴퓨터 세대를 일컫는 용어이기도 하다.

## 같이 보기
- Win32s
- 32비트 응용 프로그램